# Дайм (Меркурій)

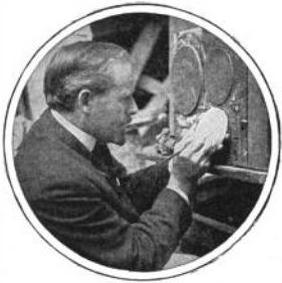
Скульптор Адольф Вайнман під час роботи над даймом «Меркурій»

Дайм (Меркурій) (англ. Mercury dime) — розмінна срібна монета США вартістю 10 центів, яка випускалася в обіг в 1916—1945 роках. Незважаючи на крихітний розмір, дайм з Меркурієм, вважається однією з найкрасивіших монет США. Незважаючи на свій малий розмір, монета мала складний і естетично приємний дизайн. Наперекір своїй назві на монеті було зображено не Меркурія (посильного богів в римській міфології), зображення на аверсі монети — портрет Свободи, що носить крилатий фригійський ковпак, що символізує свободу думки. Таким чином, монета повинна була називатися даймом з крилатою головою Свободи. Але помилкова назва «Меркурій» застосована до цього спочатку, після багатьох років вживання прижилася. Вперше з'явившись в 1916 році, цей дайм являв собою довгоочікувану обмінну монету. Монета повинна була символізувати більше ніж свободу думки: стати символом нового духу Америки, що зображає достаток, свіжість, життєрадісність і нові часи, навіть при тому, що її дизайн був виконаний з використанням символіки стародавніх греків і римлян. Монета, яку замінив дайм «Меркурій» — дайм «Барб'є» (за ім'ям гравера Чарльза Е. Барб'є), була введена в обіг в 19-му столітті.

## Історія
У середині 1910-х років Монетний двір і Казначейство США вважали, що настав час змін дизайну обігових розмінних монет. Відповідно до закону від 1890, Монетний двір міг змінювати дизайн монети без схвалення Конгресу не частіше, ніж кожні 25 років. Дайм Барбера, чверть і половина долара, випущені в 1892 році, досягли четвертьвековой кордону в 1916 році, і Монетний двір вирішив змінити дизайн всіх трьох монет. Фактично, основу цього Монетний двір поклав наприкінці 1915 року, коли оголосив конкурс на нові проекти ескізів для монет.
Директор Монетного двору Роберт В. Вуллі запросив трьох відомих скульпторів, Германа А. Макнейла, Альбіна Полазека і Адольфа А. Вайнмана в Нью-Йорк, щоб вони підготували ескізи для трьох срібних монет, очевидно з наміром доручити по одній монеті кожному художнику. Незалежно від наміру Монетного двору, Вайнман отримав замовлення на розробку ескізів двох монет, дайму і пів долара, а Макнейл чверті долара. Німець Вайнман, який прибув до Сполучених Штатів в 1880 році у віці 10 років, навчався у знаменитого скульптора Огастуса Сент-Годенса, і до 1915 року отримав репутацію одного з провідних національних молодих скульпторів. Він зміцнив це положення своїми художніми роботами для монети номіналом в дайм.
Вважають, що моделлю до створення Крилатої Свободи зображенної на аверсі монети, який Вайнман розробив в 1913 році, послужила Елсі Стівенс — дружина відомого поета Уолліса Стівенса. Вона та її чоловік в цей час орендували житло в Нью-Йорку в будинку, що належить скульптору. Реверс монети що зображував фашину, древній символ влади, з лікторською сокирою нагорі, це демонструвало готовність до війни і оливкову гілку поруч, що символізує любов і мир.
Випуск даймів з Меркурієм був відкладений до кінця року, оскільки штемпелі ще не були готові. До цього випускалися монети старого зразка. Дайм «Меркурій» вважається одним з найбільш привабливих серед всіх монет США і високо цінується колекціонерами. На монетних дворах у Денвері і Сан-Франциско випускалося не менше 10 мільйонів монет на рік. На головному монетному дворі в Філадельфії випущено понад 1 мільярд монет. Дайм з Меркурієм служив американцям довгий час. Випущений напередодні вступу США у Першу світову війну, він карбувався до кінця Другої світової війни в 1945. Під час Великої Депресії про цю монеті була написана пісня «Брат, Ви можете заощадити десятицентовик?».
Хоча зображення на монеті фашиши і стало згодом символом фашизму, дизайн монети не переглядався аж до смерті президента Франкліна Рузвельта в 1945 році. Для увічнення його пам'яті з 1946 року стали випускатися монети з його зображенням і відмінним від попереднього реверсом.

## Опис
Монета карбувалася на монетних дворах  Філадельфії, Денвера і Сан-Франциско. Їх позначення розташовувалося під оливковою гілкою внизу на реверсі: 
- Відсутній — монетний двір  Філадельфії, Пенсільванія
- D — монетний двір Денвера, Колорадо
- S — монетний двір Сан-Франциско, Каліфорнія

### Аверс
На аверсі монети знаходиться бюст жінки, що символізує Свободу в фригийському ковпаку з крилами. Над нею півколом йде напис «LIBERTY», внизу — рік монети. Зліва від бюста поміщена обов'язкова з 1866 року напис на монетах «IN GOD WE TRUST», а праворуч монограма гравера «W».

### Реверс
На реверсі зображений зв'язаний пучок фасцій, клинок сокири і 2 оливкові гілки. Півколом по краю монети розташовані написи «UNITED STATES OF AMERICA» — зверху, і позначення номіналу «ONE DIME» (10 центів) — знизу. Праворуч від пучка фасцій знаходиться девіз «E PLURIBUS UNUM». Під держаком лівої оливкової гілки може перебувати буква «D» або «S», що свідчить про карбування монети на монетному дворі Денвера або Сан-Франциско відповідно.

## Тираж
| Рік  | Філадельфія          | Денвер     | Сан-Франциско |
| ---- | -------------------- | ---------- | ------------- |
| 1916 | 22 180 080           | 264 000    | 10 450 000    |
| 1917 | 55 230 000           | 9 402 000  | 27 330 000    |
| 1918 | 26 680 000           | 22 674 800 | 19 300 000    |
| 1919 | 35 740 000           | 9 939 000  | 8 850 000     |
| 1920 | 59 030 000           | 19 171 000 | 13 820 000    |
| 1921 | 1 230 000            | 1 080 000  |               |
| 1923 | 50 130 000           |            | 6 440 000     |
| 1924 | 24 010 000           | 6 810 000  | 7 120 000     |
| 1925 | 25 610 000           | 5 117 000  | 5 850 000     |
| 1926 | 32 160 000           | 6 828 000  | 1 520 000     |
| 1927 | 28 080 000           | 4 812 000  | 4 770 000     |
| 1928 | 19 480 000           | 4 161 000  | 7 400 000     |
| 1929 | 25 970 000           | 5 034 000  | 4 730 000     |
| 1930 | 6 770 000            |            | 1 843 000     |
| 1931 | 3 150 000            | 1 260 000  | 1 800 000     |
| 1934 | 24 080 000           | 6 772 000  |               |
| 1935 | 58 830 000           | 10 477 000 | 15 840 000    |
| 1936 | 87 500 000 (4 130)   | 16 132 000 | 9 210 000     |
| 1937 | 56 860 000 (5 756)   | 14 146 000 | 9 740 000     |
| 1938 | 22 190 000 (8 728)   | 5 537 000  | 8 090 000     |
| 1939 | 67 740 000 (9 321)   | 24 394 000 | 10 540 000    |
| 1940 | 65 350 000 (11 827)  | 21 198 000 | 21 560 000    |
| 1941 | 175 090 000 (16 557) | 45 634 000 | 43 090 000    |
| 1942 | 205 410 000 (22 329) | 60 740 000 | 49 300 000    |
| 1943 | 191 710 000          | 71 949 000 | 60 400 000    |
| 1944 | 231 410 000          | 62 224 000 | 49 490 000    |
| 1945 | 159 130 000          | 40 245 000 | 41 290 000    |

(У дужках позначено кількість монет з якістю пруф)
Сумарний тираж монети становить понад 2 мільярди 670 мільйонів екземплярів..